# Obrad Višnjić
Obrad Višnjić (Golija kod Nikšića, 1901 — 13. februar 1991, Herceg Novi, sahranjen u rodnom selu Višnjića Do) samouki je pisac iz Golije koji se bavio proučavanjem istorije plemena Golija i sakupljanjem narodnih priča, anegdota i pjesama.

## Biografija
Rođen je 1901. godine u selu Višnjića Do u Goliji, od oca Mitra i majke Komnenije (rođene Goranović). Nakon završena četiri razreda osnovne škole u Goliji, prekinuo je školovanje zbog ratnih dešavanja u tom periodu (Prvi i Drugi balkanski rat, I svjetski rat). Svoje obrazovanje i sticanje znanja, nastavio je samostalno učeći, čitajući knjige i slušajući priče starijih pametnih ljude, koji su mu bili izvor za njegova kasnija djela. U periodu između dva svjetska rata, kao jedan od rijetkih pismenih ljudi, radio je kao pisar u Golijskoj opštini na Krscu. Za vrijeme II svjetskog rata, kada se partizanski štab nalazio u mjestu Krstac, takođe je radio je kao pisar štaba.
Poslije II svjetskog rata zaposlio se kao čuvar šume (šumar) u Goliji. U tom periodu svu svoju stvaralačku energiju je usmjerio na prikupljanju što više podataka o istoriji plemena Golija i zapisivanju priča, anegdota i pjesama iz ovih krajeva.

## Djela
Tragajući za istorijskim podacima, pročitao je sve istorijske, geografske, etnografske knjige u kojima se pominje kraj Golija, obilazio dubrovačke i kotorske arhive, slušao i zapisivao kazivanja uglednih mudrih ljudi ovoga kraja. Prvo djelo koje je objavio je bila knjiga "Anegdote i priče iz Crne Gore", koju je objavio u Nikšiću 1971. godine. Knjiga je ubrzo zabranjena, zbog jedne priče o Krstu Popoviću, koji je bio proglašen za domaćeg izdajnika. Obrad je zbog objavljene knjige dobio uslovnu kaznu zatvora.
Njegovo najvažnije djelo je knjiga "Golija i Golijani", objavljeno 1987. godine u Trebinju. U toj knjizi je sažet njegov cjeloživotni rad o istraživanju istorije Golije, etnografije, genealogije golijskih porodica, narodnih običaja. Takođe, u njoj su opisane znamenite ličnosti ovoga kraja, kao što su knez Štukelja, Lazar Pecirep, Jovan Višnjić, serdar Duka Kankaraš, Đoko Goranović, Đoko Višnjić i drugi, kao i važni događaji iz prošlosti na terenu Golije, kao što su bitka na Ništicama, bitka na Krscu, bitka na Muratovici, Hercegovački ustanak, Austrougarska okupacija (1916—1918). U knjizi je značajna pažnja posvećena klancu Duga, koji je zbog svojih geografskih karakeristika vjekovima bio poprište sukoba crnogorskih i hercegovačkih hajduka sa turskim osvajačem.
O karakteru i značaju ovoga djela, govore i izvodi iz recenzije, koji su objavljeni kao predgovor knjizi, od strane profesora univerziteta i regionalnog geografa dr Milorada Vasovića, profesora univerziteta, etnologa i antropologa, dr Petra Vlahovića i književnika Dragiše Madžgalja.
Obrad je umro 1991. godine, a iza njega je ostala bogata zaostavština u rukopisu zapisanih priča i pjesama, koja je objavljena [2014]. godine u Beogradu, pod nazivom „Priče i pjesme iz Crne Gore”.

## Objavljene knjige
- Anegdote i priče iz Crne Gore
- Golija i Golijani
- Priče i pjesme iz Crne Gore

## Spoljašnje veze
- https://www.vijesti.me/zabava/zanimljivo/kazanci-prica-o-dvije-svetinje-i-svjedocanstvo-o-pomirenju-razlicitosti
- https://antenam.net/index.php/istorija/item/32913-krsto-popovic-sedamdeset-godina-od-pogibije-9•
- https://www.dinarskogorje.com/duga-golija.html
- https://www.dan.co.me/?nivo=3&datum=2016-06-09&rubrika=Feljton&clanak=549964&najdatum=2016-06-08
- http://porekloorlovica.blogspot.com/2007/04/samardzici.html
- http://www.montenegrina.net/pages/pages1/istorija/cg_u_xix_vijeku/crnogorski_plemenski_kapetani_c_bacovic.htm